# Арапонгас
Арапонгас (порт. Arapongas)  —  муниципалитет в Бразилии, входит в штат Парана. Составная часть мезорегиона Северо-центральная часть штата Парана. Входит в экономико-статистический  микрорегион Апукарана. Население составляет 103 186 человек на 2007 год. Занимает площадь 381,091 км². Плотность населения — 264,6 чел./км².

## История
Город основан 10 октября 1947 года.

## Статистика
- Валовой внутренний продукт на 2003 год составляет 1 023 562 707,00 реалов (данные: Бразильский институт географии и статистики).
- Валовой внутренний продукт на душу населения на 2003 год составляет 10 914,51 реалов (данные: Бразильский институт географии и статистики).
- Индекс развития человеческого потенциала на 2006 год составляет 0,804 elevado (данные: Программа развития ООН).

## География
Климат местности: субтропический. В соответствии с классификацией Кёппена, климат относится к категории Cfa.